# Wilhelm II. Embriaco
Wilhelm II. Embriaco oder Wilhelm II. von Gibelet (* vor 1135; † um 1159) war Herr von Gibelet in der Grafschaft Tripolis.
Er war der Sohn des Hugo I. Embriaco von Gibelet und seiner Frau Adelasia. Nach dem Tod seines Vaters um 1135 folgte Wilhelm II. ihm als Herr von Gibelet.
Das Lehen über Gibelet war seinem Vater gegen jährliche Zinszahlung befristet erteilt worden. Wilhelm II. erlangte 1154 die Erneuerung der Übertragung von Gibelet auf 29 Jahre gegen einen Zins von 270 Byzantinern, während an seine Vettern Hugo und Nicola Embriaco genuesische Besitzungen in Antiochia und Akkon ausgetan wurden.
Nach seinem Tod folgte ihm in Gibelet sein Sohn Hugo II.
Seine Ehefrau hieß Sancha und stammte aus der Provence. Mit ihr hatte er vier Söhne und eine Tochter:
- Hugo II. Embriaco († 1179/84), Herr von Gibelet;
- Raimund Embriaco († nach 1204), Konstabler von Tripolis;
- Bertrand Embriaco († nach 1217);
- Wilhelm Embriaco († nach 1204), ⚭ Fadie, Tochter des Manasses von Hierges;
- Agnes Embriaco, ⚭ Guermond II., Herr von Bethsan.